# Ramsö, Salo
Ramsö är en ö i Finland. Den ligger i Skärgårdshavet och i kommunen Salo i den ekonomiska regionen  Salo i landskapet Egentliga Finland, i den sydvästra delen av landet. Ön ligger omkring 54 kilometer sydöst om Åbo och omkring 120 kilometer väster om Helsingfors.
Öns area är 1,71 kvadratkilometer och dess största längd är 2,4 kilometer i nord-sydlig riktning. Ön höjer sig omkring 30 meter över havsytan.